# Международные рейтинги Бутана
Международные рейтинги Бутана отражают позиции Бутана среди других стран мира по общим статистическим показателям, а также по специальным социальным, экономическим, политическими индексам и рейтингам. 
Это список международных рейтингов Бутана.

## Международные рейтинги Бутана
| Организация                | Обзор                                    | Год  | Рейтинг (Позиция/среди числа стран) | Показатель |
| -------------------------- | ---------------------------------------- | ---- | ----------------------------------- | ---------- |
| Сиднейский университет     | Глобальный индекс миролюбия              | 2008 | 26/140                              | 1.616      |
| Сиднейский университет     | Глобальный индекс миролюбия              | 2009 | 43/143                              | 1.722      |
| Сиднейский университет     | Глобальный индекс миролюбия              | 2010 | 36/149                              | 1.665      |
| Сиднейский университет     | Глобальный индекс миролюбия              | 2011 | 34/153                              | 1.693      |
| Сиднейский университет     | Глобальный индекс миролюбия              | 2012 | 20/158                              | 1.515      |
| Сиднейский университет     | Глобальный индекс миролюбия              | 2013 | 20/162                              | 1.487      |
| Программа развития ООН     | Индекс развития человеческого потенциала |      | 132/182                             |            |
| Transparency International | Индекс восприятия коррупции              |      | 49/180                              |            |
| Всемирный банк             | Индекс лёгости ведения бизнеса           |      | 126/183                             |            |
| Репортёры без границ       | Индекс свободы прессы                    |      | 70/175                              |            |